# Prvo pojavljivanje
Prvo pojavljivanje je termin koji se u stripovima i drugim pričama odnosi na prvi događaj u kome je neki izmišljeni lik učestvovao.

## Novčana vrednost izdanja sa prvim pojavljivanjima
Stripovi koji sadrže prva pojavljivanja popularnih likova spadaju među najvrednija izdanja. U prolećnom izdanju za 2002. godinu, urednici strip cenovnika The Overstreet Comic Book Price Guide naveli su deset najvrednijih stripova i sedam sa prvim pojavljivanjem superheroja.
Ovi stripovi su vredni jer je obično u vreme kada je lik već popularan, ili čak predstavlja ikonu, prošlo mnogo godina od njegovog prvog pojavljivanja, tako da je preostalo malo dobro očuvanih primeraka. Ovi stripovi dostižu vrednost i do nekoliko hiljada dolara. Godine 2004. primerak stripa Flash Comics #1 (jan. 1940), u kome se prvi put pojavljuje Munja (Fleš), je na aukciji prodat za 42.000 $, a primerak stripa Captain America Comics #1 (mart 1941), u kome se prvi put pojavljuje Kapetan Amerika za 64.400 $.
Najvredniji strip na svetu je verovatno Action Comics #1 (jun 1938), u kome se prvi put pojavljuje Supermen. Ovaj strip pokrenuo je Zlatno doba stripa i započeo žanr superherojskog stripa. Poznato je da postoji manje od sto primeraka ovog stripa. Sa cenom od 350.000 $ dospeo je na prvo mesto liste u Overstreet cenovniku. Godine 2003. predsednik distributerske kuće Diamond Comics ponudio je milion dolara za primerak ovog stripa koji je očuvan kao nov, premda primerak u tako dobrom stanju do sada nije otkriven.

## Spoljašnje veze
- Spisak prvih pojavljivanja superheroja
- Spisak prvih pojavljivanja supernegativaca